# Война в Персидском заливе на море (1990—1991)
В ходе войны в Персидском заливе 1990—1991 годов воюющими сторонами активно применялся флот, в результате чего не меньше 80 кораблей было потоплено, ещё множество было захвачено, либо получило повреждения.

## Вторжение Ирака в Кувейт
Потери Кувейта

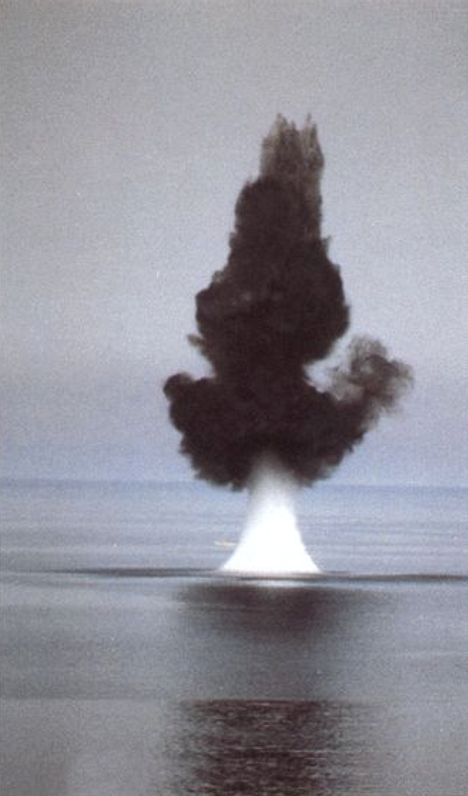
Подрыв мины в Персидском заливе

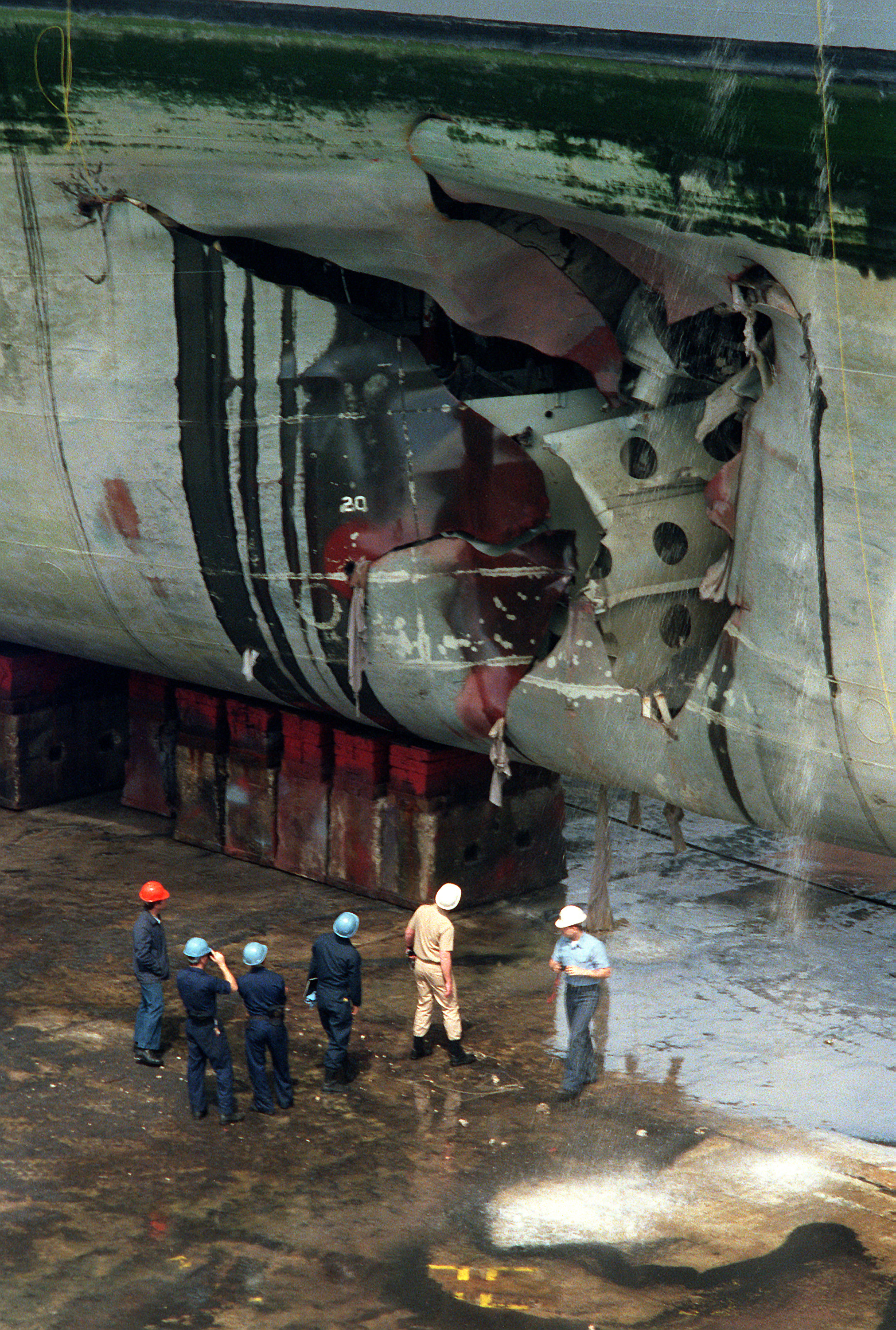
Пробоина у вертолётоносца USS Tripoli, после подрыва на иракской мине

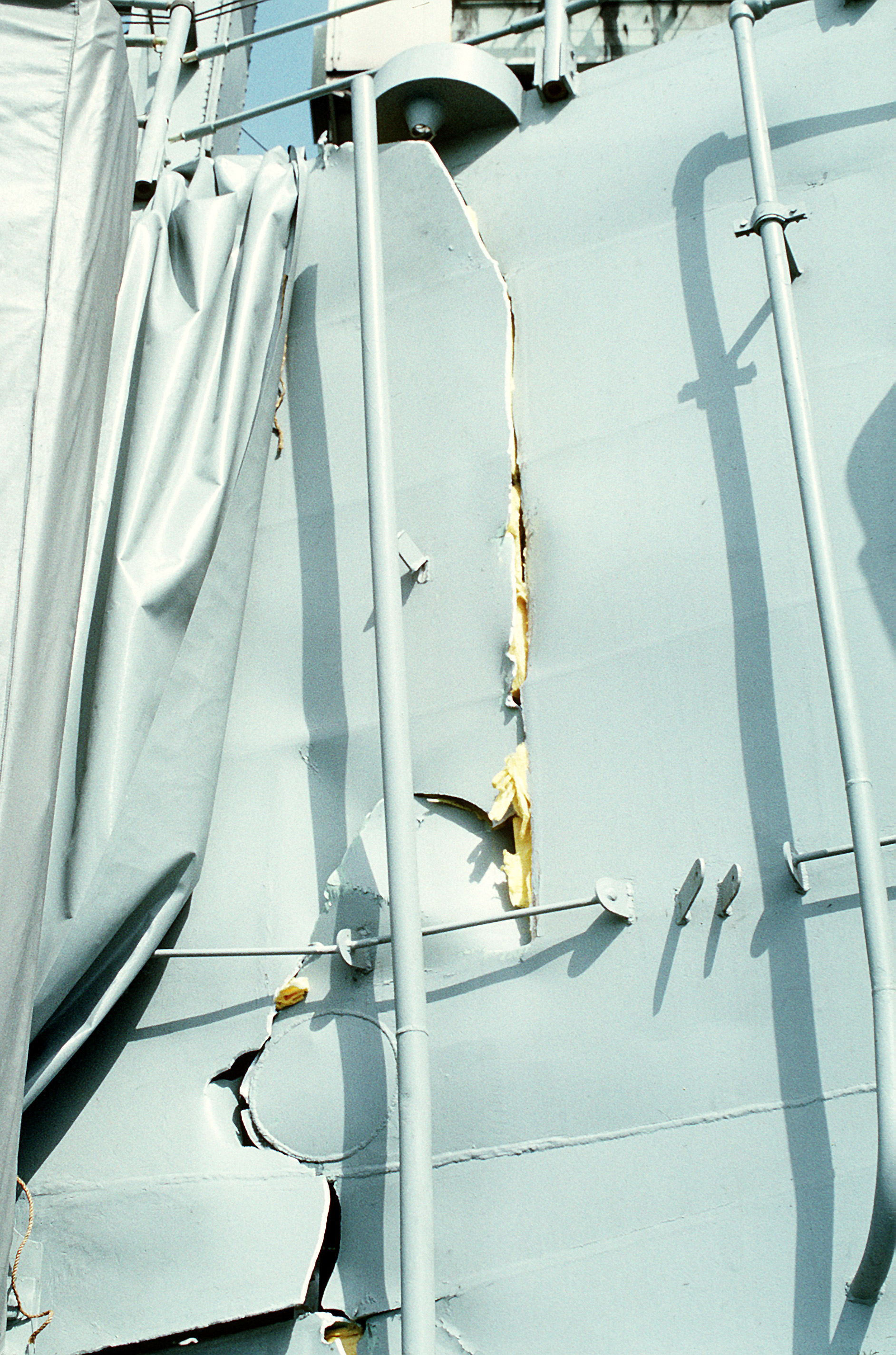
Трещина по корпусу крейсера USS Princeton, после подрыва на иракской мине

В ходе вторжения Ирака в августе 1990 года было захвачено не меньше 52 боевых кораблей и катеров и  ВМС Кувейта, лишь нескольким катерам удалось уйти. Потери живой силы составили не меньше 271 пленного, в том числе командующий ВМС Кувейта и 43 офицера, не считая потерь по другим причинам. Также ВМС Ирака захватили значительный арсенал кувейтского противокорабельного оружия, в том числе свыше 100 управляемых противокорабельных ракет «Exocet».
Потери боевого флота Кувейта (трофеи):
- 1 из 2 ракетных катеров западногерманской постройки класса FPB-57 (водоизмещение 380/410 тонн[5], вооружение 4 ПКР «Exocet», 2 орудия и 2 пулемёта) — Sabhan[6];
- 5 из 6 ракетных катеров западногерманской постройки класса TNC-45 (водоизмещение 228/255 тонн, вооружение 4 ПКР «Exocet», 2 орудия и 2 пулемёта) — Al Boom, Al Betteel, Al Saadi, Al Ahmadi и Al Abdali[7];
- 4 из 4 танкодесантных кораблей британской постройки класса Cheverton Loadmaster Mk II (водоизмещение 175/420 тонн) — Al Safar, Al Seef, Jalbout и Al Baldani[8];
- 3 из 3 десантных кораблей сингапурской постройки полным водоизмещением 320 тонн — Hadiya, Ceriff и Al Jahra[9];
- 3 из 3 десантных кораблей сингапурской постройки водоизмещением 88/170 тонн — Waheed, Fareed и Regga[10];
- 10 из 10 патрульных катеров южнокорейской постройки класса Seagull (стандартное водоизмещение 80 тонн)[11];
- 10 из 10 патрульных катеров британской постройки класса Thornycroft 78 ft (стандартное водоизмещение 40 тонн, вооружение 1 7,62-мм пулемёт и возможно 1 40-мм орудие) — Al Salemi, Al Shurti, Aman, Maymoon, Marzook, Mashoor, Murshed, Wathah, Al Shurti и Intisar[12];
- 1 единственный патрульный катер американской постройки (полное водоизмещение 34 тонны, вооружение 2 12,7-мм пулемёта) — Dhaheer[13];
- 2 из 2 патрульных катеров итальянской постройки класса Azimut AZ-60 (полное водоизмещение 30 тонн) — Jamarek 1 и Jamarek 2[14];
- 1 единственный патрульный катер итальянской постройки класса Azimut AZ-66 (полное водоизмещение 30 тонн) — Bekah[15];
- 5 из 5 береговых патрульных катеров сингапурской постройки класса Vosper 56 ft (полное водоизмещение 25 тонн, вооружение 2 7,62-мм пулемёта) — Dastoor, Kasar, Qahir, Sagar и Salam[16];
- 1 единственный береговой патрульный катер сингапурской постройки класса Vosper 46 ft (полное водоизмещение 22 тонны, вооружение 2 7,62-мм пулемёта) — Mahroos[17];
- 6 из 6 ховеркрафтов британской постройки класса SR.N6 (полное водоизмещение 17 тонн)[18].

Потери транспортного и частного флота составили не менее 73 судов из 240 имевшихся.
Подробный список:
- Уничтожен корабль Ramada Al Salam Hotel американской постройки с валовой вместимостью 15366 БРТ[20];
- Захвачен нефтяной танкер — Tawash 1[19];
- Захвачено судно с вертолётной площадкой Sawahil[19];
- Захвачена суперъяхта Gulf Craft 2400[19];
- Захвачены буксиры — Salimi, Shark 4, Moubaraki A, Nowres 10,Sabahi и Jaberi[19];
- Захвачены суда для борьбы с загрязнением — Shawati 1, Float 1, Agmapol, Haseeb, Naseb 28, Mubariz и Mutarid[19];
- Захвачены катера — Magnum Marine 465, 3 Chaparral 234, Wellcraft Excalibur 305, 320, 330, 410, 420, 440, 445, 455, 520, 540, Stuart Stevens 190, Al Reshaid 555, Colombo Super Indios 19, 2 Robalo и 8 неопознанных[19];
- Захвачены траулеры и рыболовно-поисковые суда — Bubiyan, Byah, Byah 1, Byah 10, Bassi 1, Bassi 3, Zubeidi 5, Zubeidi 6, Kuwait 1579 и Sabah[19];
- Захвачены медицинские суда — Salah, Saber и Saihad 433/J[19];
- Захвачены саморазгружающиеся баржи — Hilal Cement[22], MD 1 и 1 неопознанная[19];
- Захвачены вспомогательные суда — Mushahid, Marghoob, Nakilat 6 и Mutila[19];
- Захвачены суда для доставки экипажей — Nakilat 3, Marat 2 и Al Maseila[19];
- Захвачены лоцманские катера — Murshid 1 и Murshid 2[19];
- Захвачены пожарно-спасательные суда — Mubashir A и Mugaweb[19];
- Захвачено гидрографическое судно Al Sada[19];
- Захвачено водолазное судно Musharif 1[19].

Другие страны
Ираком также были захвачены три иностранных корабля — Iran Hormuz, Safeer и Sea Music, их экипажи были задержаны.
Потери Ирака
- 2 августа во время сражения за кувейтскую военно-морскую базу Эль-Кулайа получил повреждения 1 иракский ракетный катер «Оса» (стандартное водоизмещение 172 тонны) — судно получило попадание снарядом, несколько членов экипажа было ранено, а впоследствии, пытаясь выйти зигзагом из-под обстрела, разбило винты о скалы[25].

Всего в ходе операции по захвату кувейтского флота погиб лишь 1 военнослужащий из состава ВМС Ирака.

## Операция «Щит пустыни»
В ходе подготовки к войне с Ираком произошли следующие инциденты с участием военнослужащих и кораблей антииракской коалиции:
- 29 октября 1990 года военнослужащий ВМС США случайно из крупнокалиберного пулемёта обстрелял машину своих товарищей, трое моряков получили ранения[27];
- 30 октября произошёл инцидент на десантном корабле USS Iwo Jima ВМС США в Персидском заливе, погибло 10 американских моряков[27];
- 2 ноября аргентинский боевой вертолёт SA-316B Alouette III (№ 3-H-112) упал в Персидский залив при попытке взлететь с эсминца ARA Almirante Brown[28]. Пилот Теньете Хельман и механик Кабо Агуерре смогли спастись, вертолёт удалось поднять из воды, однако, он вышел из строя на всё время войны и был восстановлен лишь в 1996 году[29];
- 22 декабря возле израильского порта Хайфа утонул израильский паром Ein Tuvia, перевозящий американских моряков. В результате катастрофы, из 102 человек находившихся на борту, утонул 21 военнослужащий ВМС США[30][31];
- 1 января 1991 года на севере Аравийского моря, недалеко от побережья Омана, налетел на рифы гружённый танкер USNS Andrew J. Higgins (полное водоизмещение 40700 тонн). Корабль получил значительные повреждения — носовая часть получила 10 пробоин, самая крупная из которых 90х80 см, был пробит один из транспортных резервуаров, из которого вытекло 2200 галлонов ГСМ, в центральной части дно было вмято более чем на 1 метр, также повреждения получил бортовой киль. Только 13 января корабль удалось отбуксировать в Дубай, где он ремонтировался почти два месяца[32];
- 14 января 1991 года в Оманском заливе американский эсминец USS Harry W. Hill столкнулся с боевым кораблём прибрежной зоны USS Kansas City. Kansas City получил две подводные пробоины в топливных баках, разрушенный фальшборт и различные внешние повреждения верхнего борта от миделя корабля до кормы по правому борту, ему потребовался трёхнедельный ремонт в Дубае[33], в свою очередь у эсминца Harry W. Hill треснул купол гидролокатора и возникли другие повреждения, в результате чего ему потребовался ремонт в течение трёх месяцев на Филиппинах[34];
- В неопределённую дату американский ракетный крейсер USS Virginia столкнулся с рыболовецким судном в Средиземном море[35].

Всего в ходе подготовки к войне с Ираком погиб 51 военнослужащий из состава ВМС и КМП США, не считая погибших из других стран.

## Операция «Буря в пустыне»
Войска коалиции в составе около 20 государств в ходе операции задействовали 145 крупных кораблей с личным составом около 25000 человек. Задействованные силы включали в себя: 6 авианосцев, 2 линкора, 16 крейсеров, 22 эсминца, 34 фрегата, 8 подводных лодок, 37 десантных кораблей, 16 тральщиков и 4 штабных корабля, не считая большого количества боевых судов меньшего размера. Корабли ВМС США несли на борту оружие массового поражения в количестве около 450 ядерных боеголовок.
Военно-морские силы Ирака были намного более малочисленные. У Ирака имелось лишь 2 боевых корабля — 1 фрегат и 1 тральщик. Также имелось около 30 боевых катеров и десантных кораблей водоизмещением свыше 100 тонн, включая трофейные кувейтские.

### Боевые действия
Потери Ирака
В ходе операции «Буря в пустыне» в 1991 году иракские ВМС понесли следующие потери:
- 1 единственный фрегат Ibn Khaldoum югославской постройки (полное водоизмещение 1850 тонн, вооружение 6 орудий и 1 глубинный бомбомёт) был замечен возле Басры и поражён войсками коалиции. Отремонтирован не был[41];
- 2 из 3 средних танкодесантных кораблей советской постройки проекта 773 (водоизмещение 920/1192 тонны) — Atika и Nouh были потоплены авиацией коалиции[42];
- 3 из 3 малых противолодочных кораблей советской постройки проекта 201 (б/н 310, 311, 312, водоизмещение 190/216 тонн) были потоплены коалицией[43];
- 3 из 3 патрульных катеров югославской постройки класса PB90 (стандартное водоизмещение 90 тонн, вооружение 2 орудия и 2 РСЗО) были уничтожены/потоплены коалицией[44];
- 1 из 3 тральщиков советской постройки проекта 1258 (водоизмещение 88/97 тонн) был потоплен авиацией коалиции[45];
- 2 из 2 катера-торпедолова советской постройки проекта 368 (б/н 223, 224, водоизмещение 86/99 тонн) были уничтожены/потоплены коалицией[46];
- 1 из 4 тральщиков югославской постройки класса Nestin из 4 имевшихся (водоизмещение 61/78 тонн) был потоплен авиацией коалиции[47];
- 3 из 5 сторожевых катеров советской постройки проекта 1400 (водоизмещение 37/40 тонн) были уничтожены/потоплены коалицией[48];
- 3 из 3 вспомогательных катеров советской постройки проекта 376 (водоизмещение 35/37 тонн) были уничтожены/потоплены коалицией[49];
- 3 из 3 ховеркрафта британской постройки класса SRN.6 Mk.6 Winchester (полное водоизмещение 11 тонн, вооружение 1 12,7-мм пулемёт) были уничтожены/потоплены коалицией[50];
- Трофейные кувейтские суда почти все были поражены/потоплены в ходе операции. В частности коалиция успешно уничтожила все 6 кувейтских ракетных катеров западно-германской постройки, 5 TNC-45 и 1 FPB-57, которые захватил Ирак[51].
- Под вопросом стоят обстоятельства потери иракского тральщика проекта 254 (водоизмещение 527/573 тонны). По данным американских историков у Ирака имелся всего лишь один такой корабль, который поразили войска коалиции несколько раз и выдавали его за 4 уничтоженных корабля — за фрегат, за патрульный катер и за 2 разных тральщика[52], вдобавок, на сайте navypedia.org есть информация, что об уничтожении корабля такого же класса заявлялось ещё и британской стороной, также там указывается что у Ирака было 2 таких корабля[53]. В то же время по американским данным один из двух таких тральщиков был уже давно как потерян ещё в ирано-иракской войне в 80-е года[52];
- Под вопросом стоит количество потерь катеров советской постройки проекта 02065 (водоизмещение 225/266 тонн). По утверждениям сайта navypedia.org у Ирака имелось 2 таких катера и оба были потоплены[54], однако по данным американских ветеранов войны, один такой корабль смог остаться на плаву и с повреждениями смог успешно уйти в территориальные воды другого государства[55];
- Также, Министерство Обороны США сообщало, что 29 января был потоплен иракский патрульный катер под названием "FPB-70"[56].

Также были потери у гражданского флота Ирака. Полностью затонули, либо сели на мель из за полученных повреждений как минимум 4 судна — Amuriyah (дедвейт 155211 тонн), Ain Salah (дедвейт ~36000 тонн), Rumailah (дедвейт ~36000 тонн) и Al Fao (дедвейт 89180 тонн).
Согласно общей статистике, к концу января войска коалиции утверждали об уничтожении от 46 до 60 иракских плавсредств, в основном очень маленького размера, а также об уничтожении 37 морских мин. Некоторые из этих заявок американские историки подвергают сомнению, указывая что в некоторых случаях один уничтоженный корабль выдавался за несколько разных.
Полные потери живой силы Ирака не публиковались, известно что в самом крупном морском сражении войны — битвы у острова Бубиян, подтверждённые иракские потери составляли 20 человек погибшими.
Потери и инциденты антииракской коалиции
- 18 января 1991 года штурмовик A-6E Intuder ВМС США (№ 152928) был сбит огнём ПВО Ирака когда пытался установить морские мины у иракского порта Умм-Каср. Оба члена экипажа лейтенанты Томпсон и Тюрнер погибли[63][64]. Всего в минировании порта Умм-Каср участвовало 18 самолётов коалиции, которым удалось сбросить 42 из 48 морских мин, один самолёт, указанный выше, был сбит и ещё одному не удалось сбросить все шесть мин Mk 36 Destructor и он вернулся[65];
- 18 января американский вертолётоносец USS Tripoli (водоизмещение 18,500 тонн) получил значительные повреждения при подрыве на мине, взрыв пробил дыру 5 на 6 метров в корпусе ниже ватерлинии и затопил две секции[66]. 4 члена экипажа было ранено[67];
- 18 января американский ракетный крейсер USS Princeton (водоизмещение 9,500 тонн) получил значительные повреждения при подрыве на мине, один гребной винт вышел из строя, также образовалась большая трещина, идущая от главной палубы через две верхние палубы[66]. 3 члена экипажа было ранено[67];
- 25 января ракетный катер Abu Obaidah с бортовым номером 527 класса al-Sadiq ВМС Саудовской Аравии[68] (полное водоизмещение 495 тонн) получил попадание ракеты AGM-88 HARM, запущенной дружественным самолётом F-4G ВВС США. В результате попадания 1 саудовский моряк был убит и 2 было тяжело ранено[37][69];
- 2 февраля штурмовик A-6E Intuder ВМС США (№ 155632) был сбит пуском из ПЗРК Стрела-2 во время атаки на иракские катера у кувейтского острова Файлака. Оба члена экипажа лейтенант Коннор и лейтенант-коммандер Куки погибли[63];
- 3 февраля около фрегата USS Nicholas взорвалась морская мина, фрегат получил небольшие повреждения[70];
- 4 февраля, буквально на следующий день, около фрегата USS Nicholas вновь произошёл взрыв, в этот раз по нему была пущена своя же противорадиолокационная ракета AGM-88 HARM. Корабль получил незначительные повреждения[71];
- 8 февраля по направлению к саудовской нефтяной платформе в районе месторождения Аль-Зулуф были обнаружены 5 иракских дрейфующих морских мин. В результате 3 мины удалось взорвать, четвёртая мина поразила опору нефтяной платформы, пятая мина прошла мимо и была потеряна из виду[72]. Подобным образом, с помощью дрейфующих мин, иракцам в ходе войны удалось поразить несколько саудовских нефтяных платформ[73];
- 25 февраля по группе кораблей ВМС США и Великобритании иракцами была выпущена противокорабельная ракета Silkworm, ракету удалось сбить, однако, дипольные отражатели, выпущенные американским линкором USS Missouri, спровоцировали инцидент «дружественного огня». Американский фрегат USS Jarrett открыл огонь из 20-мм орудийной установки CIWS по линкору, попав четыре раза и причинив незначительный ущерб[74];
- 25 марта тральщик USS Leader ВМС США получил незначительные повреждения при подрыве морской мины во время разминирования[75].

Также, во время операция «Буря в пустыне» было повреждено 5 американских невоенных судов обеспечения — USNS Cape Edmont, USNS Curtiss, USNS Cape Bon, USNS Cape Charles и USNS Santa Ana.
Потери живой силы коалиции непосредственно в ходе боевых действий на море согласно выше указанным данным составили не менее 5 убитых и 9 раненных, не учитывая небоевые потери.

## Послевоенные инциденты
27 марта 1991 года американский тральщик USS Avenger возле уже освобождённой кувейтской военно-морской базы Эль-Кулайа был обстрелян из стрелкового оружия. Экипаж не пострадал, но кораблю пришлось отплыть подальше от военно-морской базы.